# Kittim
Kittim est un terme apparaissant plusieurs fois dans certains manuscrits de la mer Morte, et dans lesquels il semblerait désigner les Romains,. Le nom de Kittim semble initialement désigner dans la littérature judaïque, les envahisseurs que les Égyptiens, puis les Juifs appelaient les peuples de la mer. Parmi ces derniers les célèbres Philistins se sont installés sur la côte de la Palestine. Le nom de Kittim pourrait venir du nom de la ville de Larnaca, (en grec: Λάρνακα, en turc: Larnaka) sur la côte occidentale de l'île de Chypre, ou de l'île de Chypre elle-même, qui étaient connues dans l'Antiquité sous le nom de Kition (en latin Citium).
Par la suite, ce nom a servi dans la littérature juive, pour désigner les envahisseurs en général et en particulier, plusieurs envahisseurs successifs, dont:
- les Grecs macédoniens à l'époque de l'invasion Séleucide;
- l'empire romain à partir de l'invasion de la Judée par Pompée en 63 av. J.-C.

C'est clairement ce dernier sens qu'il a dans les manuscrits de la mer Morte.

## Divers envahisseurs

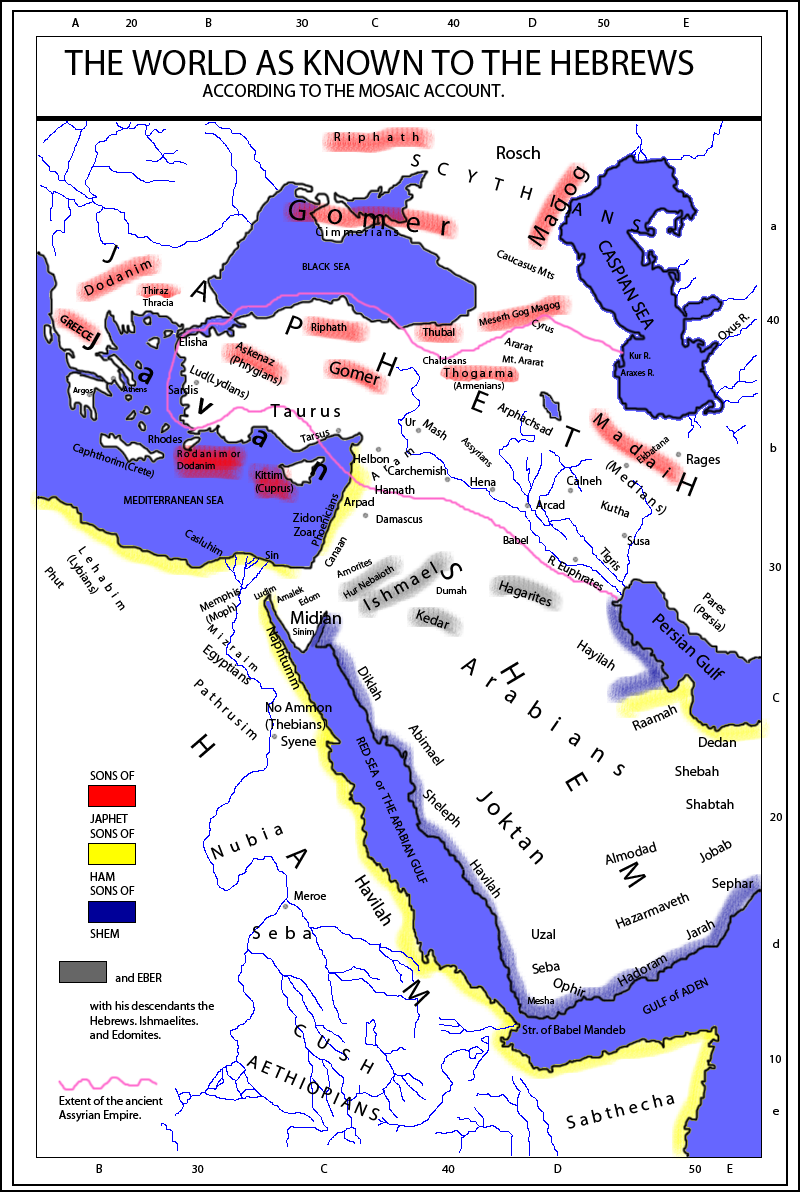
Le monde vu par les Hébreux

Kittim est un nom qui figure dans la liste des quatre fils de Yavane bien qu'il se présente toujours au pluriel dans les écritures bibliques (Genèse 10:4). Il s'agit de Tarshish et des îles de la Méditerranée.
La ville de Larnaca, (en grec : Λάρνακα, en turc : Larnaka) sur la côte occidentale de l'île de Chypre était connue dans l'antiquité sous le nom de Kition, ou en latin de Citium. C'est sur cette base que Flavius Josèphe a identifié Kittim avec Chetim (Chypre). Il signale que « le nom de Chéthim [est] donné par les hébreux à toutes les îles et à la plupart des contrées maritimes ». Ce nom semble avoir été employé de manière flexible dans la littérature hébraïque, désignant parfois les Romains, les Macédoniens ou les Assyriens. Certains auteurs ont supposé que le mot provenait d'un mot akkadien signifiant « envahisseurs ». D'autres (comme Max Müller) ont identifié Kittim avec le pays d'Hatti (Khatti), qui désignait l'empire Hittite. Ce nom a souvent été appliqué à toutes les îles de la mer Égée et même comme désignant ceux qui viennent de « l'Ouest en général, mais spécialement les navigateurs venant de l'Ouest ». Flavius Josèphe (v. 100) rapporte dans ses Antiquités judaïques que :

« Cethimus possédait l'île Cethima: elle est maintenant appelée Chypre. »

L'expression « îles des Kittim », trouvée dans le livre de Jérémie 2:10 et Ezéchiel 27:6, indique que, quelques siècles avant Flavius Josèphe, cette désignation était déjà devenue un descripteur général pour les îles de la Méditerranée. Parfois, cette désignation a été en outre étendue pour s'appliquer aux Romains, Macédoniens ou des Grecs séleucides. La Septante traduit l'apparition de « Kittim » dans le Livre de Daniel 11:30 par « ῥωμαῖοι » («Romains»). 1 Maccabées 1:1 indique que " Alexandre le Grand le Macédonien » était venu de la « terre des Kittim ». Dans la Guerre des Fils de Lumière contre les Fils des Ténèbres, un des manuscrits de la mer Morte, les Kittim sont désignés comme étant « d'Assur ». Eleazar Sukenik a fait valoir que cette référence à Assur doit être comprise comme se référant à l'Empire séleucide qui contrôlait le territoire de l'ex-Empire assyrien à ce moment-là. Yigaël Yadin a interprété cette phrase comme une référence à peine voilée aux Romains.
Certains auteurs ont émis l'hypothèse qu'il proviendrait d'un mot akkadien qui signifie «envahisseurs». D'autres (à la suite de Max Müller) ont identifié Kittim avec la terre de Hatti (Khatti), nom sous lequel l'Empire hittite était connu.
La compilation rabbinique médiévale appelée Josippon contient un récit détaillé sur les Kittim. Les Kittim campaient en Campanie et avaient construit une ville appelée « Posomanga », tandis que les descendants de Tubal campaient dans les pays voisins de la Toscane et ont construit « Sabino » (la ville des Sabins), avec le fleuve Tibre comme frontière. Cependant, ils sont vite entrés en guerre après l'enlèvement des Sabines par les Kittim. Cette guerre a pris fin lorsque les Kittim ont montré aux descendants de Tubal leur progéniture commune. Ils ont ensuite construit des villes appelées Porto, Albano, et Aresah. Romulus, le premier roi de Rome, est donné dans ce récit pour être un lointain successeur de cette lignée. Une version plus courte, mais plus embrouillée, de cette histoire se trouve aussi dans le midrash appelé Sefer haYashar. Il est difficile de ne pas reconnaître Rome derrière les Kittim, mais le Jossipon est compilé au Xe siècle et les risques de répression par l'Empire romain ont complètement disparu à ce moment. C'est probablement pourquoi le midrash est si facilement compréhensible.